# Bazhenovite
La bazhenovite è un minerale.